# Контроль рождаемости
Контро́ль рожда́емости — процесс регулирования рождаемости населения государственными органами власти. Политика ограничения численности населения экономическими средствами, административными мерами, путём предотвращения нежелательных беременностей и применения контрацепции и стерилизации (мужской или женской). Термин не синонимичен с контрацепцией, так как контрацепция является лишь одним из методов контроля рождаемости.

Карта стран мира по суммарному коэффициенту рождаемости по состоянию на 2020 год

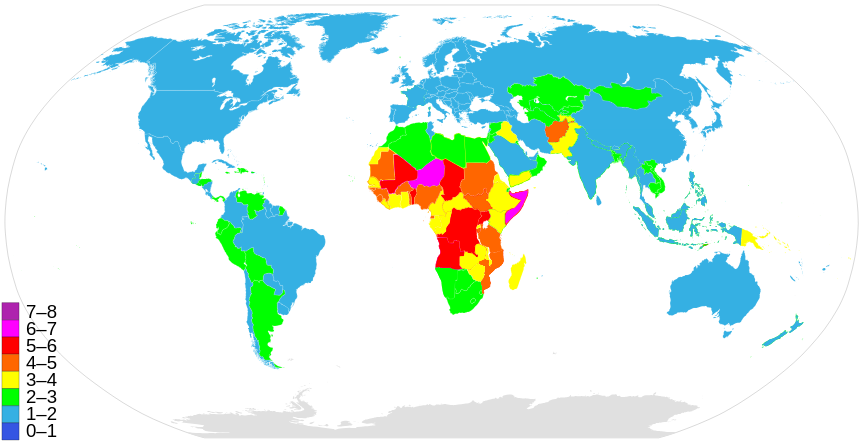
Карта мира по среднему количеству детей рожденных женщиной в течение жизни, с учетом средних показателей для женщин всех возрастов (2020 год), по данным ЦРУ (подробнее см. Список стран)
7−8 детей
6−7 детей
5−6 детей
4−5 детей
3−4 детей
2−3 детей
1−2 детей
0−1 детей

| 7−8 детей 6−7 детей 5−6 детей 4−5 детей | 3−4 детей 2−3 детей 1−2 детей 0−1 детей |

## Цели
Контроль рождаемости является мерой демографической политики по воздействию государства на процесс рождаемости населения. Её основной целью является снижение уровня рождаемости и сокращение темпов роста населения в стране. Этот термин также употребляется для обозначения контроля деторождения на уровне семьи, применения супружескими парами методов, с помощью которых они регулируют число или время рождения детей в семье. Контроль рождаемости получил широкое распространение в развивающихся странах с 1960-х годах. К 1975 году в 34 странах Африки, Азии и Латинской Америки действовали государственные программы по контролю рождаемости, которая базировалась на распространении практики планирования семьи. В некоторых странах мира проводится политика стимулирования деторождения.

## История
Исторически контроль численности реализовывался путём ограничения рождаемости, обычно со стороны государства, в качестве ответа на различные факторы, включая высокую или растущую бедность, экологические ограничения, перенаселение или по религиозным причинам.
В древности были различные способы избежать появления нежеланного ребёнка. В «Вавилонском Талмуде» сказано, что после полового акта проститутки изгоняли из себя мужское семя энергичными движениями (широкими шагами или прыжками). В Талмуде упоминаются абсорбирующие тампоны, заимствованные, по всей вероятности, у египтян. Такие тампоны использовались также во время кормления и даже в первые месяцы беременности из опасения вторичного зачатия через несколько недель после первого. Существовало также множество отваров и настоек, считавшихся противозачаточными. Практиковался прерванный половой акт.
В средневековье некоторые христианские правители стали ограничивать численность евреев. Так, в XVIII веке Фридрих III в Германии ввёл в Берлине дополнительный налог на второго и третьего ребёнка в еврейской семье, всего еврейские семьи должны были иметь не более трёх детей. Во Франкфурте евреи не должны были составлять больше 1/10 части населения.

Распределение коэффициента фертильности по странам на 2012 год

## Современные методы
Для контроля рождаемости используются процедуры или практики, применяемые с целью контроля зачатий и рождения детей. К методам контроля рождаемости относятся:
- контрацепция (включая, например, внутриматочные спирали),
- воздержание,
- регулирование абортов[7],
- стерилизация (в том числе принудительная) и т. д.

Снижение рождаемости является неотъемлемым следствием экономического прогресса и доступа женщин к образованию. Аналитики ООН считают, что для многих бедных стран пороговым уровнем образования для женщин, при котором рождаемость снизится на 20 % и более, является семилетнее обучение. Женщины с более высоким уровнем образования позже создают семью, более склонны не выходить замуж вообще, повышение уровня образования женщин увеличивает использование контрацептивных средств, способных предотвратить беременность.
Некоторые специалисты к методам контроля рождаемости относят также методы планирования и помощи в зачатии и родах. Одним из способов увеличения численности населения является уменьшение младенческой смертности, управление миграционными процессами и т. д.

## Практика по странам
Многие меры по контролю за численностью населения принимались в различных странах мира в 1960-х и 1970-х годах, дав начало программам репродуктивного здоровья и планирования семьи. В 1980-х годах выросла напряжённость между сторонниками ограничения рождаемости и активистами, которые относили репродуктивные права женщин к основным правам человека. Широкая оппозиция привела к тому, что политики контроля за численностью значительно изменились в начале 1990-х годов.

### Китай
В наиболее значительной степени контроль численности населения осуществляет современный Китай. В основном здесь каждой семье разрешается заводить не более одного ребёнка, хотя существуют исключения. Нарушение ограничений приводит к штрафам.
Программа «Одна семья — один ребёнок» была начата в 1978 году. Согласно официальной статистике, программа помогла предотвратить более 400 млн рождений. Успешность программы иногда ставится под вопрос, так как снижение рождаемости частично вызвано индустриализацией страны и экономическими факторами.
С 2016 года программа отменена и введено разрешение на заведение двух детей. В 2017 году в Китае родилось 16 млн младенцев, но в 2019 году родилось уже менее 15 миллионов детей, что свидетельствует о провале разрешения на рождение второго ребёнка, что связано с высокой стоимостью содержания ребёнка.

### Индия
Основная статья: Планирование семьи в Индии
Жители, имеющие более двух детей, не могли избираться в местное самоуправление или правительство в определённые периоды времени или в некоторых штатах. Услуги, предоставляемые государством госслужащим, предоставляются только для одного ребёнка на семью.
Первые меры, направленные на контроль численности, были приняты в 1951 году.
В Индии проводились массовые спонсируемые государством стерилизации женщин. Только в 2011—2014 годах операциям подверглись около 8,6 млн женщин и 200 тыс. мужчин (так как мужская стерилизация считается в этих местах культурно малоприемлемой), а иные способы контрацепции для необразованных женщин, проживающих в удалённых и бедных сообществах, считаются правительством более дорогими, чем кампании по массовой хирургической стерилизации. В ряде случаев женщины после операции получают единовременную выплату 1400 рупий, что может превышать двухнедельные доходы в бедных регионах. Часть операций проводились в неподобающих условиях, без дезинфекции, без обследований и т. п. и привели к гибели более 700 женщин в 2009—2012 годах. В 2016 году верховный суд страны постановил на протяжении последующих 3 лет закрыть все лагеря по стерилизации.
Население Индии из-за культурных особенностей может применять селективные аборты (избирательные аборты), при которых ликвидация женщин производится ещё до их рождения (гендерцид, Gendercide; явление, сходное с женским инфантицидом). Исследователи отмечают изменение соотношения родившихся мальчиков и девочек и предполагают постоянное увеличение количества селективных абортов с 1990-х годов.

### Иран
Основная статья: Планирование семьи в Иране
Иран значительно уменьшил рождаемость в последние годы. Государство требует прохождения курсов по контрацепции перед браком. С 1993 года действуют законы, лишившие третьих и последующих детей в семье социальных пособий и продовольственных талонов. Пропагандируются семьи, где не более 2 детей, и использование контрацепции.

### Сингапур
Контроль за численностью населения в Сингапуре прошёл через две фазы. После Второй мировой войны принимались меры по сокращению рождаемости. С 1980-х годов, после падения коэффициента рождаемости ниже уровня воспроизводства, государство пропагандирует увеличение количества детей в семье.